# Estadio Municipal de Ciudad Cortés
El Estadio Municipal de Ciudad Cortés es un estadio ubicado en la Ciudad Cortés, Costa Rica. Su sede es utilizada por Municipal Osa de la Tercera División de Costa Rica.